# Ричард Гибсън
Ричард Гибсън (на английски: Richard Gibson) е британски филмов, сериален и театрален актьор.
Известен е в ролята си на Хер Ото Флик (Хер Флик) от Гестапо, изиграна в комедийната поредица на BBC „Ало, ало!“ в периода от 1984 до 1992 година.

## Кариера
Роден е в град Кампала, Уганда, където родителите му живели и работили. Малко след това се преселват в Англия.
През 1970 г. играе първата си роля – във филма „The Go-Between“ („Посредникът“), романтична драма, играейки ролята на Маркус. После участва в минисериал, а през 1973 г. играе младата версия на персонажа Антони Фарънт, във филма „England Made Me“ („Англия ме направи“).
По-късно, малко преди да приеме ролята на Хер Ото Флик, се появява и в редица други телевизиони сериали, вкл. „The Children of the New Forest“ („Децата на Ню Форест“). В „Ало, ало!“ той дебютира през 1984 г., но напуска в 81-вия епизод на сериала, като ролята се поема от актьора Дейвид Дженсън.
Освен във филми и сериали Гибсън е известен и в театъра, където продължава да играе след комедията „Ало, ало!“.